# Dorothea Weber
Dorothea Weber (* 1957 in Wien) ist eine österreichische Klassische Philologin.

## Leben
Dem Studium der Klassischen Philologie und der Klassischen Archäologie an der Universität Wien, wo sie mit der Arbeit Aviens Phaenomena, eine Arat-Bearbeitung aus der heidnischen Spätantike, promoviert wurde, von 1975 bis 1982 schloss sich bis 1984 ein Lehramtsstudium Latein und Griechisch an. Von 1984 bis 1986 lehrte sie Griechisch an einer allgemeinbildenden höheren Schule. Danach forschte sie mehrjährig über Augustinus-Werke in Handschriften österreichischer Bibliotheken sowie arbeitete an mehreren Editionsprojekten in den Bereichen der lateinischen Patristik und der Theatergeschichte mit. Von 1994 bis 2012 edierte sie für das Corpus Scriptorum Ecclesiasticorum Latinorum, unterbrochen von Gastprofessuren für Latinistik an der Universität Graz (2003/2004) und der Universität Salzburg (2011/2012). 1998 wurde sie mit der Edition von Augustinus: De Genesi contra Manichaeos an der Universität Wien habilitiert. Seit 2012 ist sie Inhaberin der Professur für Latinistik der Universität Salzburg und Leiterin des Corpus Scriptorum Ecclesiasticorum Latinorum (CSEL).
Frühere und aktuelle Forschungsschwerpunkte sind die lateinische Spätantike (besonders die philologische Analyse und Interpretation von Texten der lateinischen Spätantike), Editionsphilologie (Theorie, Methodik und Praxis des stemmatischen Edierens), Rezeption der antiken Literatur (im Besonderen des lateinischen Dramas, des epikureischen Lehrgedichts des Lukrez sowie der Confessiones Augustins) und lateinisches Lehrgedicht (Positionierung zwischen Fachliteratur und Epos, Verhältnis von Form zu Inhalt).

## Auszeichnungen
- 1994: Kardinal-Innitzer-Förderungspreis für Theologie

## Schriften (Auswahl)
- Aviens Phaenomena, eine Arat-Bearbeitung aus der heidnischen Spätantike (= Dissertationen der Universität Wien. Band 173). Verband der Wissenschaftlichen Gesellschaften Österreichs, Wien 1986 (= Dissertation Universität Wien 1982), ISBN 3-85369-622-8.
- mit Kurt Smolak, unter Mitarbeit von Viktor Böhm: Römische Philosophie. (2 Bände) (= Orbis Latinus. Band 12). Wallstein Verlag, Wien 1991, ISBN 3-486-13422-1.
- Die handschriftliche Überlieferung der Werke des Heiligen Augustinus (= Österreichische Akademie der Wissenschaften. Philosophisch-Historische Klasse. Sitzungsberichte . Band 601) (=Die handschriftliche Überlieferung der Werke des Heiligen Augustinus; Band 6,1/6,2 {Österreich}) (=Veröffentlichungen der Kommission zur Herausgabe des Corpus der Lateinischen Kirchenväter; Band 11). Verlag der Österreichischen Akademie der Wissenschaften, Wien 1993. ISBN 3-7001-2009-5.
- (Hrsg.): Augustinus, De Genesi contra Manichaeos (= Österreichische Akademie der Wissenschaften. Philosophisch-Historische Klasse. Sitzungsberichte . Band 674). Verlag der Österreichischen Akademie der Wissenschaften, Wien 1998. (= Habilitationsschrift Universität Wien 1998), ISBN 978-3-7001-2713-0.
- (Hrsg.):  Augustinus Conversus. Ein Drama von Jakob Gretser. Einleitung, Text, Übersetzung und Kommentar (= Corpus Scriptorum Ecclesiasticorum Latinorum. Band 91). Verlag der Österreichischen Akademie der Wissenschaften, Wien 2000. ISBN 3-7001-2878-9.
- mit Hildegund Müller und Clemens Weidmann (Hrsg.) mit Beiträgen von Hanns Christof Brennecke, Hermann Reichert und Konrad Vössing: Collatio Augustini cum Pascentio. Einleitung, Text, Übersetzung (= Österreichische Akademie der Wissenschaften. Philosophisch-Historische Klasse. Sitzungsberichte . Band 779) (=Veröffentlichungen der Kommission zur Herausgabe des Corpus der Lateinischen Kirchenväter; Band 24). Verlag der Österreichischen Akademie der Wissenschaften, Wien 2008. ISBN 978-3-7001-6054-0.
- mit Roland J. Teske (Hrsg.): Prosper, De vocatione omnium gentium (= Corpus Scriptorum Ecclesiasticorum Latinorum. Band 97). Verlag der Österreichischen Akademie der Wissenschaften, Wien 2009. ISBN 978-3-7001-6611-5.